# Idioma candoshi
El candoshi, shapra, chapra o murato es un idioma, que constituye el único superviviente de una pequeña familia de lenguas de Perú. Es el idioma del pueblo chapra o kandoshi.

## Historia
En el siglo XVI los europeos entraron en contacto con grupos que hablaban lenguas candoshi, emparentadas con el moderno candoshi-sapra-murato. El subgrupo murato fue contactado por primera vez en 1744, y se resistieron a ser evangelizados por misioneros jesuitas en 1748.

## Clasificación
El candoshi parece relacionado con el escasamente documentado chirino. De entre las lenguas modernas mejor documentadas, Loukotka (1968), secundado por Tovar (1984), relacionó el Candoshi con el taushiro (pinche). Kaufman (1994) propuso tentativamente una familia lingüística Kandoshi–Omurano–Taushiro, con el Candoshi como lengua más divergente del grupo. Sin embargo, Kaufman (2007) situó al omuranoy al taushiro, pero no al candoshi dentro de las lenguas záparo-yawanas.
Otro intento de relacionaro el candoshi con otras familias de lenguas establecidas, es del David L. Payne (1981) que investigó una posible relación con las lenguas jivaroanas vecinas. Esta relación, había sido propuesta anteriormente por Greenberg, y aunque que inicialmente Payne propuso que sí existía parentesco, lo desestimó posteriormente en 1990, demostrando que parte de las similitudes léxicas (todos ellos términos de la flora y la fauna) se debían a préstamos léxicos. Payne apuntó igualmente a similitudes entre el candoshi, las familias arawak y caribe. También parece que otras dos lenguas preincaicas de la cuenca del Marañón, el rabona y el sacata, podrían estar emparentadas con el candoshi. Finalmente, Kaufman (1994) propone también una relación entre el candoshi, el omurano (mayna) y el taushiro.
Jolkesky (2016) reclasificó el candoshi-shapra como una lengua macroarahuacana.

### Lenguas candoshis
Las lenguas que formarían la familia candoshi serían:
- Candoshi, hablado en el departamento peruano de Loreto.
- Chirino, hablado en los departamentos peruanos de Amazonas y Cajamarca.
- Rabona, hablado en la provincia ecuatoriana de Zamora Chinchipe. Rivet (1934) y Torero (1993) lo clasifican como una lengua candoshi, aunque Adelaar (2004) considera que la evidencia es poco concluyente.

El chirino y el rabona están documentados durante el siglo XVI, y son mencionados por Pedro Cieza de León (1553) y en Relación de la tierra de Jaén (1586) documento posteriormente recopilado dentro de las Relaciones geográficas de Indias de Jiménez de la Espada.